# Universiteit van Baskenland

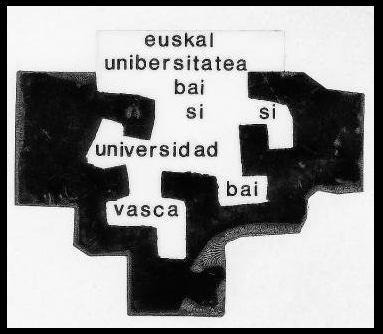
Logo van de Universiteit van Baskenland

De Universiteit van Baskenland (Spaans: Universidad del País Vasco, Baskisch: Euskal Herriko Unibertsitatea) is een universiteit met drie campussen in de Spaanse regio Baskenland. Elk van deze campussen bevindt zich in een van de drie provincies waar de autonome regio Baskenland uit bestaat: Biskaje (Bilbao), Álava (Vitoria-Gasteiz) en Gipuzkoa (San Sebastian).
De universiteit is opgericht in 1980 vanuit de toenmalige universiteit van Bilbao, en is een hergroepering van meerdere instellingen van hoger onderwijs in het Baskenland.